# Amanayara
Amanayara is een geslacht van rechtvleugeligen uit de familie krekels (Gryllidae). De wetenschappelijke naam van dit geslacht is voor het eerst geldig gepubliceerd in 1994 door de Mello & Jacomini.

## Soorten
Het geslacht Amanayara omvat de volgende soorten:
- Amanayara bernardesi Pereira, Sperber & Lhano, 2010
- Amanayara helenae Pereira, Sperber & Lhano, 2010
- Amanayara jutinga de Mello & Jacomini, 1994
- Amanayara piuna de Mello & Jacomini, 1994
- Amanayara ribasi Pereira, Sperber & Lhano, 2010